# Храм Архангела Михаила в Тропарёве
Церковь Архангела (Архистратига) Михаила в Тропарёве, или храм во имя Чуда Архистратига Божия Михаила, что на Тропарёвском овраге — православный храм, построенный в 1693—1694 годах на подмосковных землях Новодевичьего монастыря (ныне территория города Москвы). После возвращения верующим в 1989 году имеет статус патриаршего подворья.
Расположен в московском районе Тропарёво-Никулино на территории парка «Никулино» в 800 метрах от станции метро  Юго-Западная по адресу проспект Вернадского, 90.

## Архитектура
Своеобразием церкви является сочетание традиционной сельской церковной архитектуры с нетипично богатым оформлением фасада храма. Храм строился в конце XVII века, когда в церковной архитектуре происходил переход от украинского стиля (трёхглавие) к московскому, или нарышкинскому стилю (назван так, поскольку в имениях Нарышкиных были возведены церкви подобного типа).
Храм имеет симметричную композицию, состоящую из двухсветного пятиглавого четверика с трёхчастной апсидой, трапезной (престолы Происхождения Честных древ Креста Господня и мученика Харалампия) и трехъярусной шатровой колокольни. Церковь выделяется удлинёнными пропорциями бесстолпного четверика, завершённого кокошниками, имитирующими закомары, и «глухими» двухъярусными барабанами глав. Окна обрамлены пышными резными наличниками, под ложными закомарами проведён широкий фриз, углы украшены колонками, такие же колонки разделяют полукружия апсид. Барабаны имеют восьмигранную форму, на бо́льшие нижние восьмерики, перекрытые небольшими куполами, поставлены миниатюрные восьмерики-барабаны, завершающиеся небольшими золотыми главками, также гранёными. Купола и кресты позолочены.
Колокольня представляет собой два четверика, несущих восьмерик звона, увенчанный шатром с окнами-слухами. Колокольня расположена строго по канону − по оси над западным входом в храм. По своей композиции и набору декоративных деталей более тяготеет к архитектуре середины XVII века; возможно, она является самой ранней частью здания. Об этом же свидетельствует характер примыкания колокольни к кладке западной стены трапезной, осуществлённой с «перебивкой» карнизов. До сегодняшнего времени не дошли некоторые элементы архитектуры колокольни: колонки на столбах-опорах шатра, декоративные наличники слухов.
Колокола отлиты специально для храма на одном из уральских заводов во время возрождения церкви в конце 1980-х годов, а один колокол сохранился с давних времён, подобранный и спрятанный прихожанами во время разрушения храма в конце 1930-х годов. При сносе Тропарёва колокол был сохранен и в дальнейшем передан в расположенный напротив храма Театр на Юго-Западе, где и хранился до 1989 года.

## История
Деревянный храм Архистратига Михаила в селе Тропарёве дважды перестраивался, последний раз в 1669 году. В конце XVII века на месте сгоревшего деревянного храма начали возводить каменный храм, который был закончен к 1694 году. Храм построен на средства Новодевичьего монастыря, которому тогда принадлежало село Тропарёво. Точных сведений об авторе проекта храма нет.
Судя по архитектуре, колокольня была сооружена раньше, в середине XVII века в стиле московского узорочья. 25 октября 1694 года (по старому стилю) был выдан антиминс. Во время Отечественной войны 1812 года храм незначительно пострадал во время отступления войск Наполеона по Старокалужской дороге. В 1823 году церковь была отремонтирована.
Церковь Казанской иконы Божией Матери в Богородском-Воронине  с 1838 года была приписным храмом этой церкви.
Священники:
- Василий Иванов (ум. 1786)[1]
- Симеон Федоров (Тропаревский) (ум. 1804)[2]
- Василий Симеонов (Тропаревский) (с 1804, ум. 1820)[3], сын предыдущего
- Николай Алексеев Некрасов (1840-е), зять предыдущего
- Алексей Иоаннов Надеждин[4]
- Иоанн Алексеев Покровский (1860-е[5])
- Василий Никандров Смирнов (1845-1892) - с 1867 до смерти[6]

### В Новое время

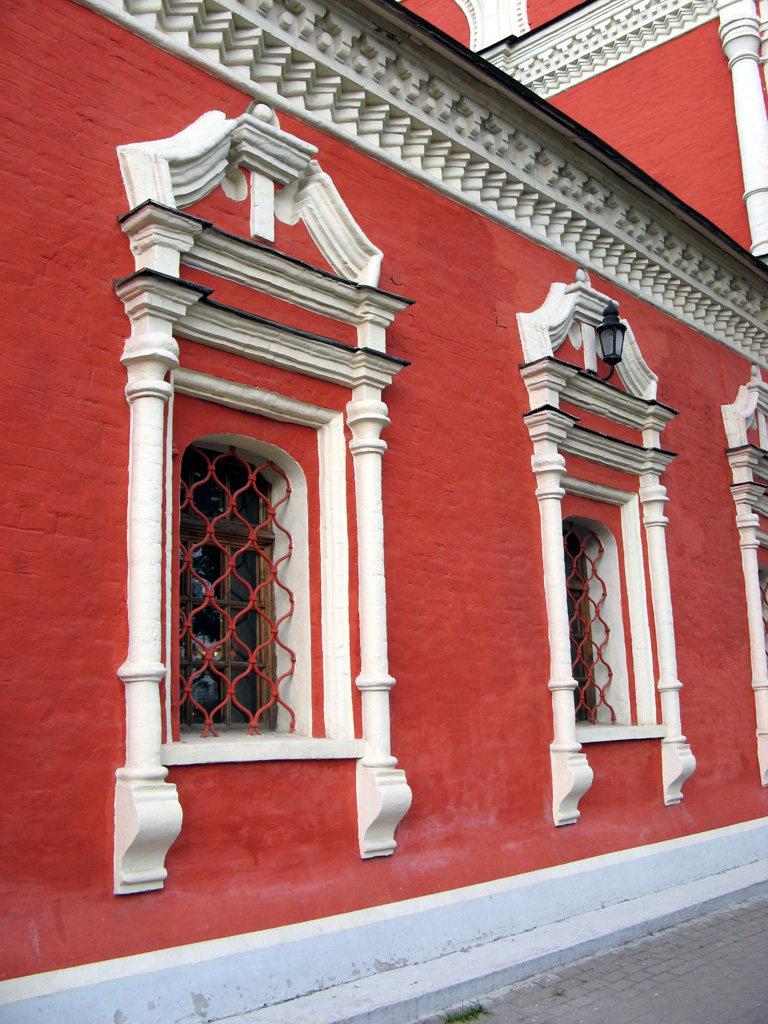
Обрамление оконных проёмов

В 1939 году храм закрыли, ограда была уничтожена (остались только ворота), внутреннее убранство церкви было разорено, колокола сброшены (впоследствии не возвращены, за исключением одного). В 1960-х годах в помещении находился склад декораций «Мосфильма». В 1964 году архитекторами объединения «Мособлреставрация» было проведено обследование и реставрация глав храма. В конце 1970-х годов церковь была отреставрирована снаружи.
По воспоминаниям протопресвитера Владимира Дивакова, храм «пытались открыть несколько раз. Там уже бурно отстраивались жилые районы. Жители ходатайствовали об открытии храма, хотели возродить его ещё к Олимпиаде 1980 года. Их активно поддерживал митрополит Коломенский и Крутицкий Ювеналий (Поярков), живущий рядом <…> Но вмешались какие-то более уполномоченные силы, и вопрос отправили на рассмотрение в ЦК партии, а там ответили „Нет, увеличение количества храмов не допускается. Ни в коем случае. Ни при каких обстоятельствах“».
В 1988 году в ознаменование тысячелетия Крещения Руси вышло постановление московских властей о передаче церкви Архангела Михаила в пользование Московской патриархии. Решение было принято не сразу, так как в это время здание было занято Московским художественным комбинатом.
Освящение храма состоялась 23 февраля 1989 года (приурочено к празднику священномученика Харалампия), это было освящение первого открывшегося после гонений в Москве храма. Чин великого освящения совершил Владимир (Сабодан), в то время митрополит Ростовский и Новочеркасский и управляющий делами Московской патриархии.
В последующие годы были построены дом причта с крестильным храмом и библиотекой, воскресная школа, домики-киоски для продажи церковной утвари. На восточной стороне установлен памятный знак с фамилиями жителей села Тропарёво, погибших во время Великой Отечественной войны.
На территории подворья освящена часовня Святого Виталия. В часовне по окончании утреннего богослужения служится панихида.

### Духовенство сегодня

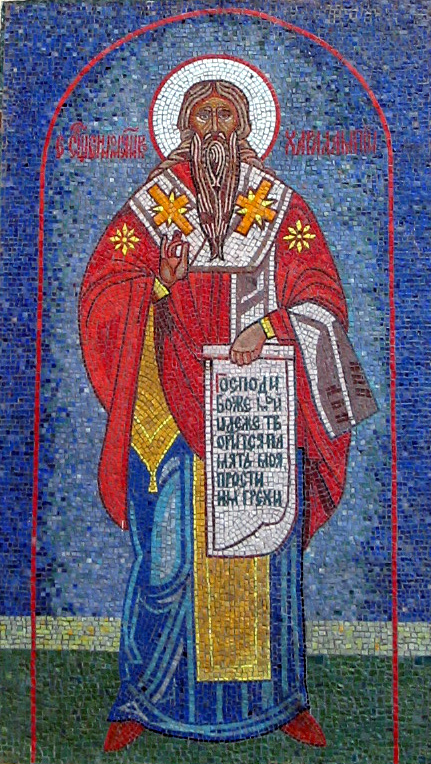
Священномученик Харалампий. Мозаика

- Священномученик Харалампий. МозаикаНастоятель — протоиерей Георгий Студенов, благочинный Михайловского благочиния
- Священник Александр Войтенко
- Священник Алексий Лю
- Священник Игорь Северин
- Священник Алексий Малютин
- Священник Сергий Белоусов
- Священник Анатолий Тормозов
- Священник Антоний Алексеенко
- Протодиакон Валерий Рублев
- Протодиакон Федор Медведев
- Диакон Сергий Зацаринный

### Проекты
- Воскресная школа для детей от 5 до 15 лет
- Театральная студия
- Православный молодёжный клуб
- Историко-патриотический клуб «Архангел»
- Родительский клуб
- Сестры милосердия имени святителя Луки Войно-Ясенецкого
- Семейный туристический клуб «Эммаус»
- Семейная творческая мастерская "Ремесленные истории"
- Русский рукопашный бой
- Занятия по тхэквондо
- Издательство

## Иконы

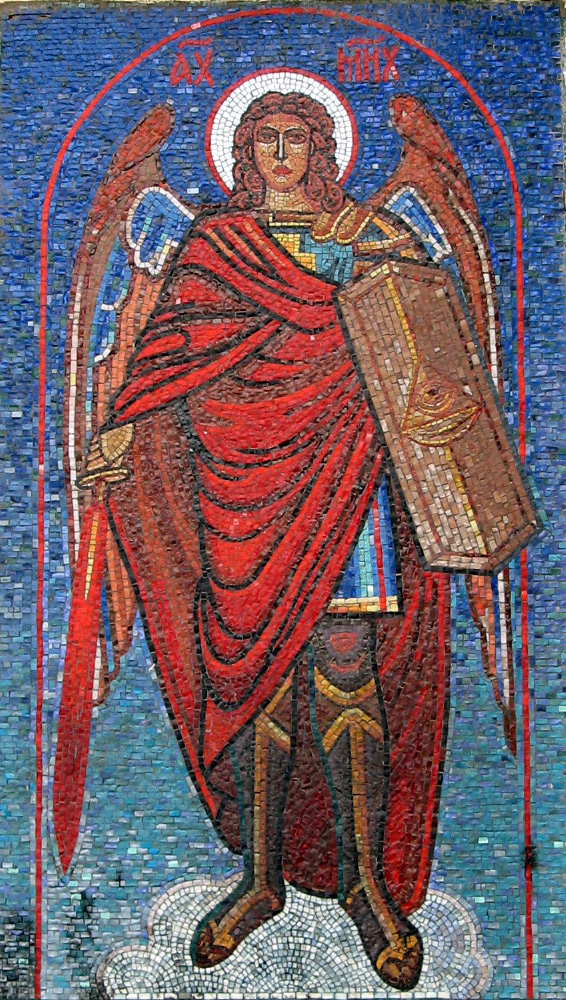
Архангел Михаил

- По обе стороны от Царских врат находятся списки с икон Донской Божией Матери, почитание которой проходит 1 сентября (19 августа по старому стилю) и Смоленской Божией Матери (Одигитрии), почитаемой 10 августа.
- В храме хранится довольно редкая икона Святой благоверной княгини Анны Кашинской, супруги великого князя Михаила Ярославича, после смерти мужа постригшейся в монахини и переселившейся в город Кашин, в Успенский женский монастырь.
- Икона Божией Матери «Достойно есть», почитаемой 24 июня
- Икона Божией Матери «Неупиваемая Чаша», почитаемой 18 мая
- Икона Святителя Николая Чудотворца, память 22 мая и 19 декабря
- Икона Святого Великомученика и Победоносца Георгия, память 6 мая
- Икона Святой Блаженной Матроны Московской, память 2 мая
- Икона с крестом мощевиком XVIII века. Все святые, чьи мощи хранятся в мощевике, изображены на самой иконе. Это Первоверховные Апостолы Петр и Павел, Апостол Иаков, Апостол и Архидиакон Стефан, Святители Николай Чудотворец и Иоанн Милостивый, благоверный великий князь Александр Невский и Прп. Даниил Московский, Прп. Сергий Радонежский, Прп. Александр Свирский, великомученик целитель Пантелеимон и многие другие.

## Престольные праздники
- 23 февраля — Престольный праздник Память Священномученика Харлампия — Епископа Магнезийского
- 14 августа — во имя Спаса Всемилостивого (происхождения (изнесения) Честных древ Животворящего Креста)
- 19 сентября — Престольный праздник, Воспоминание чуда Архистратига Михаила, бывшего в Хонех (Колоссах)(IVвек)
- 21 ноября — Престольный праздник, Собор Архистратига Михаила и прочих Небесных сил бесплотных

## В кино
Храм можно видеть в нескольких эпизодах фильма «Ирония судьбы, или С лёгким паром!» (1975), «Просто ужас!» (1982) и в кадрах итальянского фильма «Подсолнухи» (1970).